# 库拉索与圣马丁中央银行
库拉索与圣马丁中央银行（CBCS；旧称荷属安的列斯银行）是加勒比盾的中央银行，负责管理库拉索和荷属圣马丁的货币政策。该银行可以追溯到1828年，是美洲现存最古老的中央银行。 该行也曾负责管理荷属安的列斯盾。
在2010年10月荷属安的列斯解体前，该银行负责整个荷属安的列斯群岛的货币和货币政策。当荷兰加勒比区成为荷兰中央银行的管辖地后，该行改为现名。2025年，该行用新的加勒比盾取代了荷属安的列斯盾。